# Nat Clifton
Nathaniel "Sweetwater" Clifton (Little Rock, Arkansas, 13 de octubre de 1922-Chicago, Illinois, 31 de agosto de 1990) fue un jugador de baloncesto estadounidense que disputó 8 temporadas en la NBA, además de jugar para los Harlem Globetrotters durante 3 años y en otros equipos de ligas menores. Medía 2,03 metros de altura y jugaba en la posición de ala-pívot. Suele ser considerado erróneamente el primer jugador afrodescendiente en firmar un contrato con un equipo de la NBA. Fue All-Star en 1957. Su nombre original era Clifton Nathaniel, pero lo invirtió debido a que a la prensa le resultaba incómodo imprimir un apellido tan largo. Recibió el apodo de "Sweetwater" (que en castellano significa "Agua dulce"), según muchas fuentes por su afición a los refrescos, pero realmente reflejaba la realidad que vivían muchos emigrantes afroamericanos sureños en la ciudad de Chicago, y es que como la familia de Clifton no podía permitirse el comprarle refrescos a su hijo, este recolectaba envases vacíos y los rellenaba de agua a los que añadía azúcar.

## Trayectoria deportiva

### Primeros años
Jugó en el instituto en el DuSable High School de Chicago, donde anotó 45 puntos en 1942 cuando disputaba las semifinales del campeonato de la ciudad, duplicando casi el récord de puntuación anterior en el torneo, que era de 25. Se matriculó en la Universidad de Xavier, en Luisiana, donde jugó en los Xavier Gold Rush, aunque únicamente estuvo un año, ya que en 1944 fue reclutado por el Ejército de los Estados Unidos para luchar en la Segunda Guerra Mundial, permaneciendo 3 años en Europa.
A su regreso a Estados Unidos fichó por los Dayton Metropolitans de la National Basketball League, y posteriormente por los New York Rens de la World Professional Basketball Tournament, que era un equipo formado exclusivamente por negros. En julio de 1948 fichó por los legendarios Harlem Globetrotters, con los que recorrió el mundo durante 3 años, con un sueldo de 10 000 dólares estadounidenses al año, el salario más alto pagado a un jugador negro en aquella época.
Además de jugar al baloncesto, en las postemporadas de los Globetrotters jugó a béisbol como primera base en los Chicago American Giants, un equipo dependiente de los Cleveland Indians que jugaba en la Ligas Negras, una de las ligas menores de los Estados Unidos.

### NBA
Viendo las inquietudes de Clifton, el propietario de los Globetrotters, Abe Saperstein comenzó a buscar una salida para su jugador estrella, y la oportunidad se le presentó en el verano de 1950, cuando los Boston Celtics seleccionaron en el draft de la NBA a Chuck Cooper, el primer afrodescendiente elegido en la historia de la liga, terminando oficialmente con la discriminación racial de dicha competición. En ese momento Saperstein negoció con los New York Knicks la venta del contrato de Clifton, consiguiendo finalmente una cifra de 12.500 dólares por el mismo, de los cuales el jugador se embolsaría 2.500.
Hizo su debut el 3 de noviembre de 1950, integrándose rápidamente en el equipo. Jugando de alero, a menudo le encargaban defender a los pívots rivales, dada su envergadura. Formó pareja de hombres altos en el equipo con Connie Simmons, y en su temporada de novato ayudó al equipo a plantarse en las Finales de 1951 promediando 8,6 puntos y 7,6 rebotes por partido, perdiendo finalmente ante Rochester Royals por 4-3.
Durante sus dos siguientes temporadas su equipo llegó de nuevo a disputar las finales, cayendo en 1952 ante los Minneapolis Lakers de George Mikan, final que se repetiría en 1953 con idéntico resultado. En ambas temporadas Clifton promedió más de 10 puntos y 10 rebotes por partido, adaptándose finalmente al juego de la liga profesional, muy diferente al que desarrolló en su etapa en los Globetrotters.
Su mejor temporada en lo que a anotación se refiere fue la 1954-55, en la que promedió 13,5 puntos por partido, en un equipo en el que había gente como Carl Braun, Harry Gallatin, Ray Felix y Dick McGuire. Pero el mayor reconocimiento a nivel nacional le llegaría en 1957, ya con 34 años, cuando fue elegido para participar en el All-Star Game, siendo en ese momento el jugador más veterano en disputar ese tipo de partidos. Jugó 23 minutos, consiguiendo 8 puntos y 11 rebotes, el mejor del equipo del Este en ese aspecto.
Al año siguiente se vio envuelto en un traspaso múltiple entre los Knicks y los Detroit Pistons, que acababan de mudarse a esa ciudad, procedentes de Fort Wayne, terminando en la plantilla de este último equipo. Jugó menos minutos de los que estaba acostumbrado, siendo el suplente de Harry Gallatin, acabando la temporada con 7,7 puntos y 5,9 rebotes en 21,1 minutos de juego por partido. Esto le resultó frustrante hasta el punto de que, una vez terminada la temporada, dejó la liga profesional. En sus 8 temporadas en la NBA promedió 10,0 puntos, 8,2 rebotes y 2,5 asistencias por partido.

#### Estadísticas

##### Temporada regular
| Temporada | Edad | Equipo          | Liga | P   | TIT | MIN  | TC  | TCA  | %TC  | 3P | 3PA | %3P | TL  | TLA | %TL  | R.OF. | R.DEF. | REB  | ASIS | ROB | TAP | PER | FP  | PTS  |
| 1950-51   | 28   | New York Knicks | NBA  | 65  |     |      | 3.2 | 10.1 | .322 |    |     |     | 2.2 | 4.0 | .532 |       |        | 7.6  | 2.5  |     |     |     | 4.1 | 8.6  |
| 1951-52   | 29   | New York Knicks | NBA  | 62  |     | 33.9 | 3.9 | 11.8 | .335 |    |     |     | 2.7 | 4.1 | .664 |       |        | 11.8 | 3.4  |     |     |     | 3.7 | 10.6 |
| 1952-53   | 30   | New York Knicks | NBA  | 70  |     | 35.7 | 3.9 | 11.3 | .343 |    |     |     | 2.9 | 4.9 | .583 |       |        | 10.9 | 3.3  |     |     |     | 3.9 | 10.6 |
| 1953-54   | 31   | New York Knicks | NBA  | 72  |     | 30.3 | 3.6 | 9.7  | .368 |    |     |     | 2.4 | 3.8 | .628 |       |        | 7.3  | 2.4  |     |     |     | 3.0 | 9.6  |
| 1954-55   | 32   | New York Knicks | NBA  | 72  |     | 33.2 | 5.0 | 12.9 | .386 |    |     |     | 3.1 | 4.6 | .683 |       |        | 8.5  | 2.8  |     |     |     | 3.1 | 13.1 |
| 1955-56   | 33   | New York Knicks | NBA  | 64  |     | 24.0 | 3.3 | 8.5  | .394 |    |     |     | 2.1 | 3.0 | .707 |       |        | 6.0  | 2.4  |     |     |     | 3.0 | 8.8  |
| 1956-57   | 34   | New York Knicks | NBA  | 71  |     | 31.4 | 4.3 | 11.5 | .377 |    |     |     | 2.1 | 3.1 | .673 |       |        | 7.8  | 2.3  |     |     |     | 3.4 | 10.7 |
| 1957-58   | 35   | Detroit Pistons | NBA  | 68  |     | 21.1 | 3.2 | 8.8  | .363 |    |     |     | 1.3 | 2.1 | .623 |       |        | 5.9  | 1.1  |     |     |     | 3.0 | 7.7  |
| Total     |      |                 | NBA  | 544 |     | 30.0 | 3.8 | 10.6 | .361 |    |     |     | 2.4 | 3.7 | .633 |       |        | 8.2  | 2.5  |     |     |     | 3.4 | 10.0 |

##### Playoffs
| Temporada | Edad | Equipo          | Liga | P  | MIN  | TCA | TC  | 3PA | 3P | TLA | TL  | R.OF. | REB | ASIS | ROB | TAP | PER | FP  | PTS | %TC  | %3P | %FT  | MIN  | PTS  | REB  | AST |
| 1950-51   | 28   | New York Knicks | NBA  | 14 |      | 41  | 118 |     |    | 18  | 46  |       | 137 | 46   |     |     |     | 62  | 100 | .347 |     | .391 |      | 7.1  | 9.8  | 3.3 |
| 1951-52   | 29   | New York Knicks | NBA  | 14 | 462  | 39  | 133 |     |    | 54  | 76  |       | 133 | 34   |     |     |     | 67  | 132 | .293 |     | .711 | 33.0 | 9.4  | 9.5  | 2.4 |
| 1952-53   | 30   | New York Knicks | NBA  | 11 | 405  | 51  | 129 |     |    | 30  | 47  |       | 140 | 39   |     |     |     | 48  | 132 | .395 |     | .638 | 36.8 | 12.0 | 12.7 | 3.5 |
| 1953-54   | 31   | New York Knicks | NBA  | 4  | 125  | 8   | 27  |     |    | 9   | 17  |       | 39  | 6    |     |     |     | 15  | 25  | .296 |     | .529 | 31.3 | 6.3  | 9.8  | 1.5 |
| 1954-55   | 32   | New York Knicks | NBA  | 3  | 110  | 20  | 52  |     |    | 19  | 24  |       | 23  | 13   |     |     |     | 12  | 59  | .385 |     | .792 | 36.7 | 19.7 | 7.7  | 4.3 |
| 1957-58   | 35   | Detroit Pistons | NBA  | 7  | 74   | 11  | 30  |     |    | 6   | 8   |       | 23  | 4    |     |     |     | 11  | 28  | .367 |     | .750 | 10.6 | 4.0  | 3.3  | 0.6 |
| Total     |      |                 | NBA  | 53 | 1176 | 170 | 489 |     |    | 136 | 218 |       | 495 | 142  |     |     |     | 215 | 476 | .348 |     | .624 | 30.2 | 9.0  | 9.3  | 2.7 |

## Vida posterior
Tras retirarse en el verano de 1958, volvió a jugar al béisbol en las Ligas Negras, esa ocasión en el equipo de los Detroit Clowns. Posteriormente se reincorporaría a los Globetrotters durante varias temporadas, para terminar jugando en los Chicago Majors de la American Basketball League. Una lesión en la rodilla a mediados de los años 60 le retiró del deporte, ya con más de 40 años de edad.
Fijó su residencia en Chicago, donde era inmensamente popular. Casado, y sin ninguna pensión de la NBA, tuvo que buscarse un trabajo. A pesar de que tenía muy buenos contactos y que probablemente hubiera encontrado un cargo en el gobierno de la ciudad, finalmente se decidió por conducir un taxi, algo que hizo hasta el final de sus días. Su excompañero en el DuSable High School, Leon Wright, declaró en cierta ocasión:

(Clifton) tenía un montón de caminos abiertos ante él, pero nunca se hubiese sentido cómodo de traje y corbata en una oficina; lo peor que le podría ocurrir en este mundo es tener que trabajar de 9 a 5.

El 31 de agosto de 1990, a la edad de 65 años, cuando se encontraba al volante de su taxi, falleció, al parecer víctima de un infarto de miocardio. Fue enterrado en el cementerio de Restvale, en Alsip, Illinois.

### Homenajes póstumos
Las contribuciones de Clifton a la comunidad afrodescendiente durante su etapa de jugador se vieron recompensadas a título póstumo cuando la Associated Black Charities de Nueva York cambió el nombre del premio anual que otorgaba, el "Black History Maker Awards", por el de "Nathaniel 'Sweetwater' Clifton Award".
En 2005, los New York Knicks también cambiaron la denominación de su premio mensual, el "City Spirit Award", un premio que se concede a los miembros de la comunidad del área de Nueva York que destacan por ofrecerse por encima de sus posibilidades para hacer la vida mejor a sus conciudadanos, pasando a denominarse "The Sweetwater Clifton City Spirit Award".
En 2023 se estrenó la película Sweetwater que cuenta principalmente la llegada del jugador a la NBA siendo protagonizado por Everett Osborne acompañado por actores tales como Kevin Pollak, Cary Elwes y Richard Dreyfuss.